# Federación Latinoamericana de Asociaciones de Familiares de Detenidos-Desaparecidos
La Federación Latinoamericana de Asociaciones de Familiares de Detenidos-Desaparecidos (Fedefam) es una organización no gubernamental apolítica integrada por asociaciones de distintos países que nuclean a familiares de víctimas de desaparición forzada de personas en distintos países de América Latina y el Caribe.
Fue fundada en enero de 1981

## Historia
Fue fundada en enero de 1981 en la ciudad de San José (Costa Rica) e institucionalizada por el segundo Congreso realizado en la ciudad de Caracas (Venezuela) en noviembre del mismo año.
Fedefam tiene estatus consultativo en categoría II ante el Consejo Económico y Social de las Naciones Unidas.